# 島武実
島 武実（しま たけみ、1946年7月1日 - 2019年6月6日）は、日本の作詞家、音楽ディレクターである。

## 略歴
1976年、宇崎竜童と「ブギウギオフィス」を設立。作詞家としてデビュー。
1979年、プラスチックスに参加。1981年に解散。
1984年、ブギウギオフィス解散。
1999年、YUKI、ケイト・ピアソン（B-52's）、佐久間正英とNiNaを結成。シングル「ハッピー・トゥモロー」でデビュー。アルバム『NiNa』をリリース。
2016年、プラスチックス再結成。
2019年6月6日、膵臓癌のため死去。72歳没。

## 作詞提供楽曲
- 岩城滉一「スリリング」
- 河合その子 with おニャン子クラブ「恋のチャプターA to Z」
- 木之内みどり「硝子坂」
- 殿ゆたか「ああ青春」
- キャンディーズ「わな」
- クリッパー「BOY」
- 桑田靖子「Non Non Non」「リフレイン」
- 郷ひろみ「バイブレーション (胸から胸へ)」
- KODOMO BAND「FIRST AID KIDS」「U- Ha-E.」
- 沢田研二「PRETENDER」
- スナイダー「ジャスミン」「SAD MOON」
- ソフトクリーム「熱帯魚のタキシード」
- ダウンタウン「生きろ・ベンジャミン」他多数
- 高田みづえ「硝子坂」「だけど…」「ビードロ恋細工」「ドリーム・オン・ドリーム」「なぜ…」
- CHA-CHA「Beginning」
- トライアングル「トライアングル・ラブレター」「0のメルヘン」「キャプテンZAP」
- PUFFY「Puffyなお昼寝」
- 藤井隆  「Ka-ra-su」「Socket」「月と砂漠と」（シマタケミ名義。アルバム『オール バイ マイセルフ』）
- 森尾由美「パンドラLOVE」
- 由紀さおり「ふらりふられて」「う・ふ・ふ」
- 吉田ヒロ「君の涙に微笑みを」「どっきん ばっきん サタディーナイト」
- よせなべトリオ「大きな恋の物語」

## テレビ番組
- ダウンタウンのごっつええ感じ（フジテレビ） - アドバイザー
- HEY!HEY!HEY! MUSIC CHAMP（フジテレビ） - 音楽アドバイザー

## 著書
- ウディ・アレンで別れてよ （リクルート出版　1989年）
- み・ず -MI・ZU- （メディアファクトリー　1990年）
- メディアの本分　雑な器のためのコンセプトノート（彩流社、2017年）